# Тони Зен
Тони Петковски (мкд. Тони Петковски; Скопље, 21. јун 1983), познатији као Тони Зен, македонски је репер и музички продуцент. Бивши је члан групе Урбана димензија и другопласирани у такмичењу Сурвајвор Србија VIP: Филипини.

## Дискографија

### Студијски албуми
- (2005)
- (2007)
- (2009)
- (2011)
- (2013)
- (2019)